# Vrijgezellenfeest
Een vrijgezellenfeest (in België ook wel vrijgezellenavond genoemd, en niet te verwarren met een ossenfeest) is een feest dat door vrienden of familie (broers en zussen) van de bruid of bruidegom (die tot aan het huwelijk als "vrijgezel" beschouwd worden) georganiseerd wordt om afscheid te nemen van het vrijgezellenbestaan voordat de bruid en bruidegom in kwestie in het huwelijk treden. Het feestje voor de bruid wordt doorgaans door een groep vriendinnen van de bruid georganiseerd, het feestje voor de bruidegom door een groep vrienden van de bruidegom.